# Regeneratieve landbouw

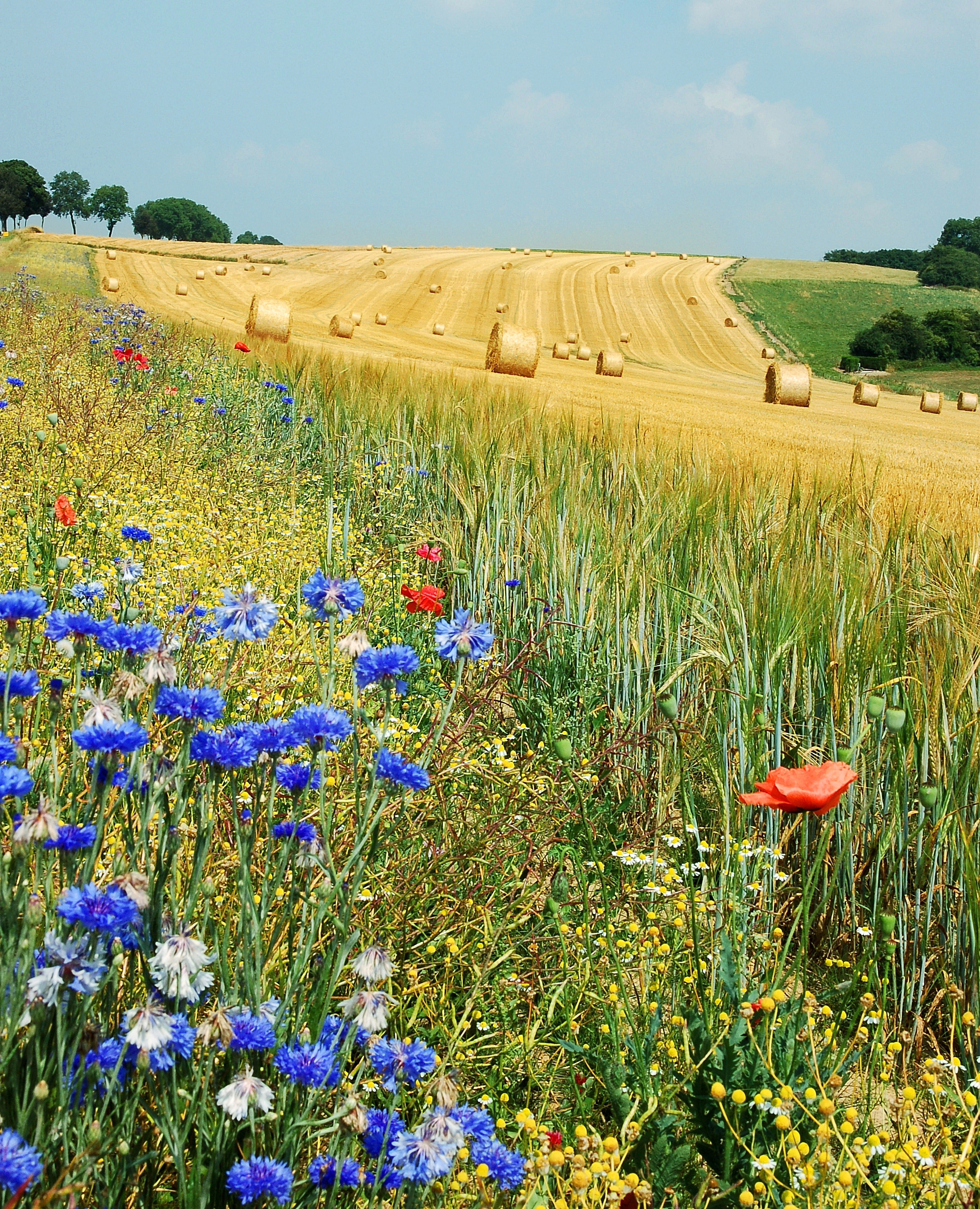
Bloemenstrook nabij een graanveld, België.

Regeneratieve landbouw wordt gekenmerkt door een filosofie van landbouwproductie en een reeks aanpasbare technieken die sterk beïnvloed zijn door de permacultuur van de Japanse microbioloog Masanobu Fukuoka (1913-2008).  De belangrijkste doelstellingen zijn het regenereren van de bodem, het vergroten van de biodiversiteit, de opslag van koolstof uit de atmosfeer door de bodem, de veerkracht van de bodem tegen klimaatschommelingen, het optimaliseren van de waterkringloop en het verbeteren van de levering van de ecosysteemdiensten.
Het onderscheidt zich van permacultuur door de vrijwel algemene zoektocht onder de aanhangers naar een technisch compromis om zijn commerciële concurrentievermogen veilig te stellen.

## Bijzonderheden van regeneratieve landbouw
Vergeleken met permacultuur streeft de regeneratieve landbouw ernaar zich te concentreren op de landbouwproductie. Zij heeft niet alleen tot doel de milieu- en landbouwsector in een bevredigende staat te houden, maar ook deze verder te verbeteren, zoals boeren dat al sinds het neolithicum doen. 
De praktijken die verband houden met regeneratieve landbouw zijn die welke worden erkend door permacultuur, agro-ecologie, agroforestry en ecologisch herstel, zoals het handhaven van een hoog humusniveau in de bodem, vereenvoudigde teelttechnieken, het behoud van de biodiversiteit, compostering, mulchen, vruchtwisseling, gebruik van bodembedekkers en groenbemesters, vermindering of afschaffing van toepassingen van fytosanitaire producten. Op een landbouwbedrijf dat regeneratieve landbouw beoefent, zou de productie in de loop van de tijd moeten toenemen, terwijl het aanbod van extern organisch materiaal zou moeten afnemen.
Het beoefenen van regeneratieve landbouw is verenigbaar met het bekomen van een biologisch of ander landbouwlabel.
Vergeleken met de huidige praktijken en bij gebrek aan een nauwkeurig en bindend charter of label, moet regeneratieve landbouw daarom worden beschouwd binnen de meer algemene beweging van natuurbehoudslandbouw en agro-ecologie.

## Principes en praktijken

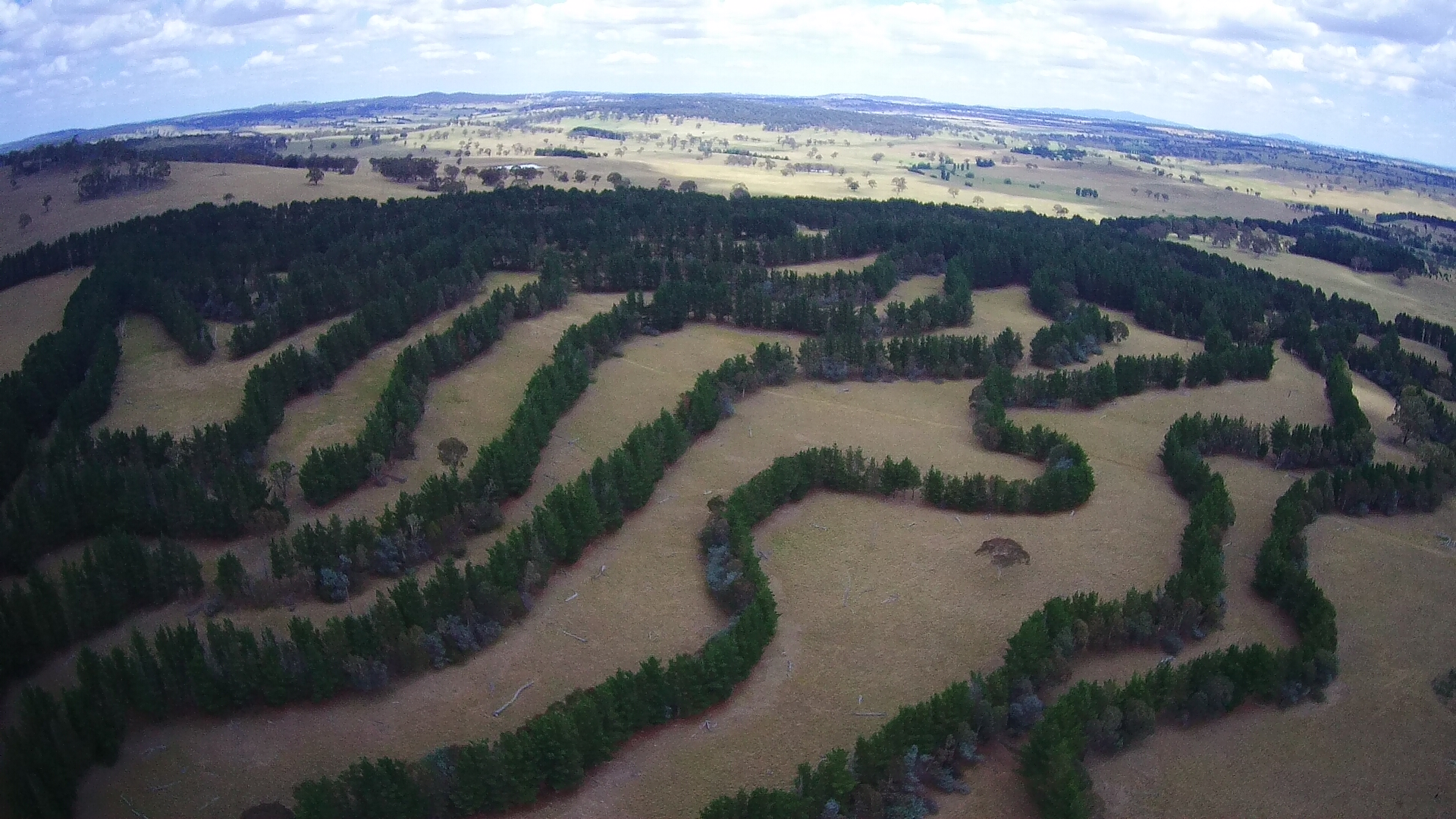
Weilanden beheerd in agroforestry, Australië

Regeneratieve landbouw wordt geleid door verschillende principes en praktijken, specifiek afgestemd op elk klimaat, elke bodem en elke regio.

### Principes
- Regenereren van de grond, verhogen van de vruchtbaarheid
- Verbeteren van de kwaliteit, gezondheid en veerkracht van ecosystemen
- Bevordereren van de biodiversiteit
- Verbeteren van de bodemfuncties: percolatie, waterretentie, sanering van afvoerwater
- Ontwikkelen van de boerderij volgens de regionale context, het ecosysteem en het klimaat
- Verzamelen van koolstofdioxide uit de atmosfeer in de bodem
- Werken aan concepten met een holistische benadering (waarbij de landbouw en haar omgeving als geheel worden bekeken)

### Praktijken
De toegepaste praktijken moeten de bodem respecteren (agro-ecologische praktijken, ervoor zorgen dat de bodem een goede structuur behoudt, enz.), of deze zelfs verbeteren :
- gebruik van meststoffen, natuurlijke meststoffen: compost, mest, groenbemesters, biochar, en soms natuurlijke behandelingen;
- geen of minimale grondbewerking ;

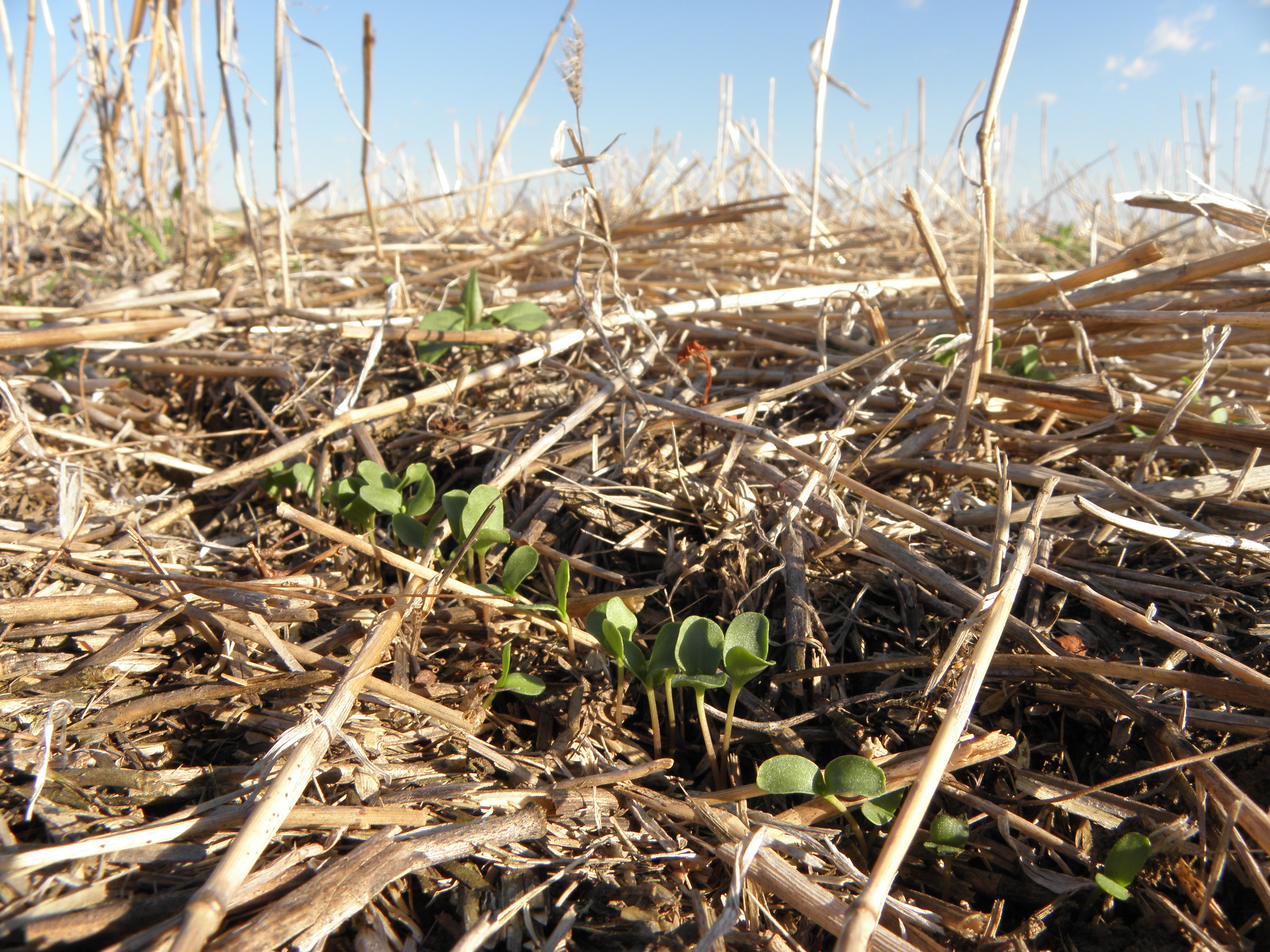
Direct zaaien (zonnebloem?) onder maïsstrobedekking, South Dakota, 2015.

- Direct zaaien (zonnebloem?) onder maïsstrobedekking, South Dakota, 2015. onderhoud van de dekgewassen, bij gebreke daarvan aanbrengen van mulch;
- polycultuur, vruchtwisseling, braakteelt, aanverwante gewassen: agroforestry, gezelschapsplanten tussen rijen, gelaagde gewassen, strokenteelt;
- strijd tegen erosie als gevolg van wind en regen door het aanleggen van contourgewassen, contourgewassen, grasstroken, hagen, windschermen, dijken, kleine dammen (die ook de biodiversiteit bevorderen);

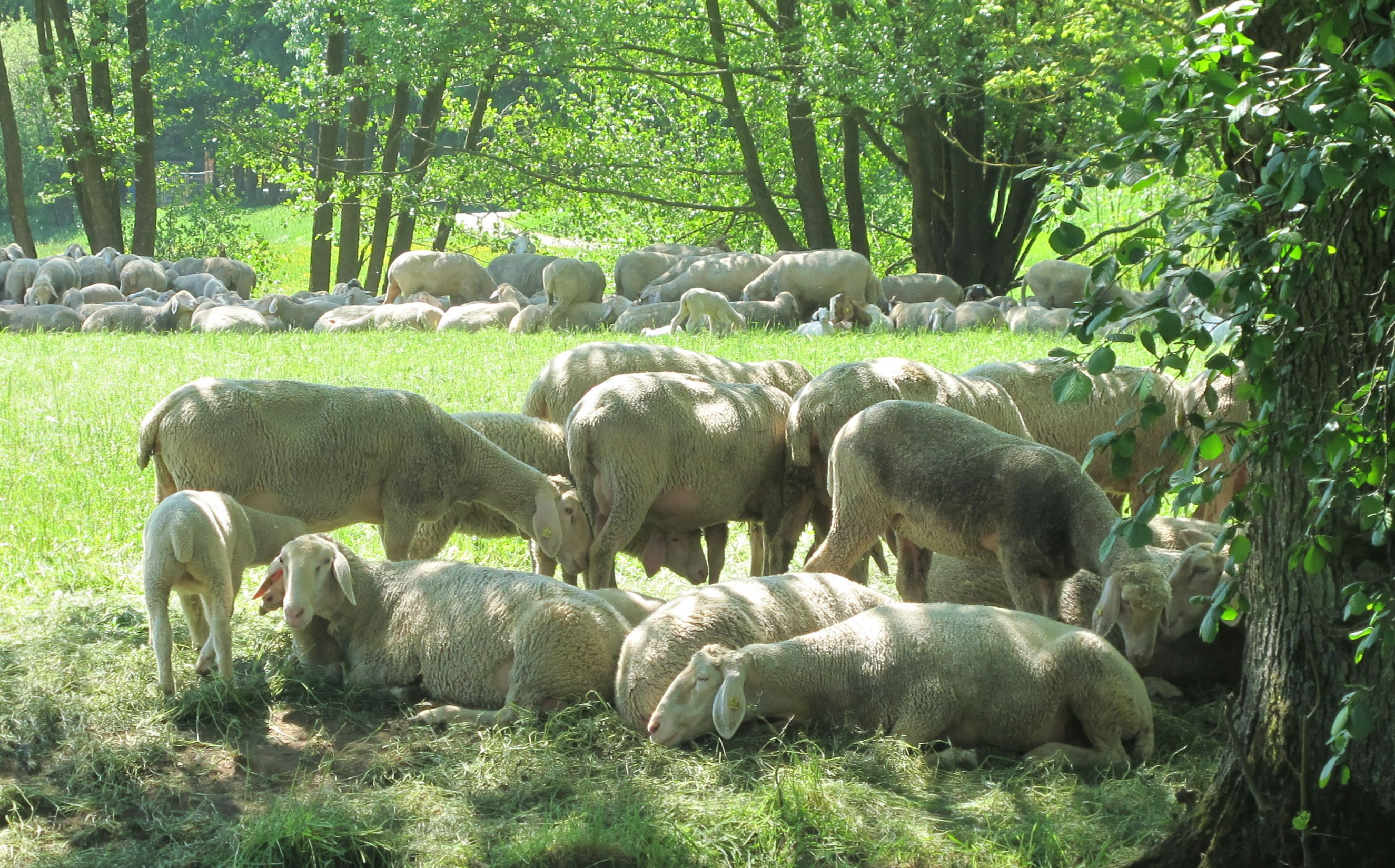
Schapen kunnen het pletten of herbicide vervangen na tussenteelt of voor het behouden van perceelranden.

- Schapen kunnen het pletten of herbicide vervangen na tussenteelt of voor het behouden van perceelranden. begrazingsplanning, silvopastoralisme;
- meerjarige gewassen (gebruik van meerjarige planten in plaats van eenjarige planten).

### Marketingargument
Hoewel er nog steeds geen charter of label bestaat, worden regeneratieve landbouwpraktijken geïmplementeerd voor bepaalde producties met een hoge toegevoegde waarde, zoals gezonde voeding, cosmetica en medicijnen.

## Geschiedenis

### Oorsprong
Het concept van regeneratieve landbouw is omschreven in de Verenigde Staten als variant op de biologische landbouw doorhet Rodale Institute in 1983. Robert Rodale (1930-1980) definieerde een landbouwaanpak die tot doel heeft de productiviteit te verhogen en tegelijkertijd de biologische basis van de bodem te verbeteren.

### Bredere verspreiding vanaf 2017
In 2017 werd in de Verenigde Staten het ROC-label (Regenerative Organic Certified) gecreëerd.
In 2018 werd in Frankrijk het project “Sols Vivants” gelanceerd onder leiding van de Earthworm Foundation.
In 2020 verspreidde de film Kiss The Ground het concept naar een breder publiek. In 2023 won het vervolg Common Ground de Human/Nature-prijs op het filmfestival van Tribeca.

## Kritiek op Allan Savory
Sommige beweringen van voorstanders van regeneratieve landbouw zijn door sceptici bekritiseerd als overdreven of wetenschappelijk tegengesproken.
Een van de figuren die bij deze beweging betrokken zijn, Allan Savory, beweerde bijvoorbeeld dat zijn methode van holistisch weidebeheer het koolstofdioxidegehalte binnen veertig jaar zou terugbrengen tot onder het pre-industriële niveau, wat zou helpen het probleem van de klimaatverandering op te lossen. Volgens Skeptical Science is een dergelijke bewering niet gerechtvaardigd, is de capaciteit van het land om koolstof vast te leggen te beperkt en zijn de methaanemissies die verband houden met vee te groot.
Volgens een studie die in 2016 aan de Universiteit van Uppsala is gepubliceerd, is de toename van de capaciteit voor koolstofvastlegging die mogelijk is door beter weidebeheer zeven keer lager dan die van Savory. De studie concludeert dat holistisch beheer van weidegronden de huidige richting van de klimaatverandering niet kan keren.
Een studie gepubliceerd in 2017 door het Food and Climate Research Network concludeerde dat Savory's beweringen over koolstofvastlegging in weilanden "onrealistisch" zijn en aanzienlijk verschillen van schattingen uit peer-reviewed studies.